# 松田紀子 (編集者)
松田 紀子（まつだ のりこ、1973年7月19日 - ）は、長崎県諫早市出身の雑誌・書籍編集者、コミュニケーション・ディレクター。『はちみつコミックエッセイ』編集長 及び ファンベースディレクター職を兼任。エッセイ漫画 編集者の第一人者で、編集者として「コミックエッセイ」「雑誌」の双方で共感性を重視したヒット作品を多く創出している。『レタスクラブ』・『オレンジページ』・『東京ウォーカー』3誌の元編集長。

## 人物・来歴
新卒で福岡県の編集プロダクションに就職し、その1年半後に契約社員としてリクルート『じゃらん九州』に1997年入社し編集者の道に進む。2000年に上京し、メディアファクトリーに入社。『コミックエッセイ編集グループ』で『ダーリンは外国人』（小栗左多里著 シリーズ累計400万部超え）など20代でミリオンセラーシリーズを量産した。
2011年からは『コミックエッセイ編集グループ』編集長として数多くのベストセラーを輩出。メディアファクトリーの買収によりKADOKAWAへ転籍。2016年6月からは生活情報誌『レタスクラブ』編集長も兼任する。2017年の月刊化リニューアルに取り組み「正しさよりも楽しさ」の新コンセプトで3号連続で「完売」に。発行部数8万部増（前年度比143%）となり競合誌『オレンジページ』を抜き、料理情報誌実売1位となる。料理・レシピカテゴリの雑誌でも売上1位を記録し、実売は前年の2.42倍と『レタスクラブ』のV字回復を達成した。2018年からは月刊誌『東京Walker』編集部長も兼務する。育感力でチーム競技である雑誌編集と個人競技である書籍編集の双方でヒット作をつくった。
40代でファンベースに基づいた企業へのコンサルティングを伴走するディレクターとして新たなキャリアへチャレンジするために、2019年9月にKADOKAWAを退社。ベンチャー企業の株式会社ファンベースカンパニー（創業者 兼 会長 佐藤尚之／野村證券子会社）に合流し、初著書「悩んでも10秒」（集英社）も出版。2021年5月より『はちみつコミックエッセイ（株式会社オーバーラップ）』編集長も兼任。2022年8月発売号から2年間はかつての競合誌、生活情報誌『オレンジページ（発行：東日本旅客鉄道（JR東日本）連結子会社）』編集長も兼任していた。

## 経歴・履歴
長崎県諫早市出身。父はサラリーマン、母は美容師という家庭で育つ。長崎県立西陵高校、山口女子大学を卒業し小学校の教員免許を取得。より伝えたいことを明確にするための「引き算」を意識した編集を行い、メディアファクトリーでは小栗左多里、ヤマザキマリ、たかぎなおこ、野原広子、青沼貴子、おぐらなおみ、卵山玉子を担当。ヤマザキマリが出演したNHK番組『アジアで花咲け！なでしこたち』では収録時にトルコ・フィリピンに同行するなど、著者と併走するスタイル。たかぎなおこの漫画によく登場している。
2016年のレタスクラブ編集長 就任時、雑誌のコンセプトを「考えない！悩まない！生活はもっとラクできる！」に変更した。「読者目線」の誌面作りを徹底するために「会議改革（企画書持参・パソコン持込を禁止し、即アポ取りスタート、アイディアは全員でワイワイやる）」及び「誌面改革（わかりやすく、ラク＆効率重視、少人数の生の声を深掘り、脱優等生）」の2つの「楽しさ」を追求した改革を実施。コミックエッセイの連載をスタートさせ、洞察力・即動力で大ヒット企画「1ヶ月分の献立カレンダーBOOK」や話題性のある付録で販売部数が上昇させた。
2020年、東京FM番組審議会審査委員（審議委員長：ロバート・キャンベル、審議委員：内舘牧子、秋元康、川上未映子、佐々木俊尚）に就任。「コミックエッセイ描き方講座」をオンラインではじめ年3回の頻度で開催し作家創出にチカラを注ぐ。2021年には「日経Xwoman」アンバサダーに。担当作『消えたママ友（野原広子著）』が第25回手塚治虫文化賞短編賞受賞した。第６回Webグランプリ Web人部門（公益社団法人 日本アドバタイザーズ協会 Web広告研究会）Web人賞 受賞。
40代で学び直し（アンラーニング）を行い、コルクラボ（主宰：佐渡島庸平）、さとなおオープンラボ（主宰：佐藤尚之）への参加や、TCS認定コーチングスキルアドバイザーも取得している。テレビドラマ化された『重版出来!』著者で漫画家の松田奈緒子は実姉で、編集者の新保信長は義兄。座右の銘は奥田民生氏の歌詞より「くだらないアイデアを 軽く笑えるユーモアを 上手くやり抜く賢さを」。整理収納アドバイザーの資格を持つ、一児（2006年生 長男）の母。

### 年表
- 1996年：福岡県の出版社 入社
- 1997年：リクルート九州じゃらん 入社
- 2000年：上京し、メディアファクトリー 入社
- 2001年：結婚
- 2006年：長男誕生
- 2011年：『コミックエッセイ編集グループ』編集長に 就任
- 2013年：KADOKAWAへ転籍
- 2016年：『レタスクラブ』編集長 兼任[22]
- 2017年：『レタスクラブ』月刊化で3号連続で完売[23]を達成
- 2018年：『レタスクラブ』料理・レシピカテゴリの雑誌で売上1位を記録、『東京Walker』編集部長も兼任
- 2019年：KADOKAWA 退社し、株式会社ファンベースカンパニー 入社
- 2020年：サーフィンをはじめる
- 2021年：『はちみつコミックエッセイ』編集長 兼任。ゴルフをはじめる
- 2022年：『オレンジページ』編集長 兼任

## 著書
- 2019年11月：『悩んでも10秒 ~ 考えすぎず、まず動く! 突破型編集者の仕事術』集英社 ISBN 408788029X
- 2021年5月：『悩んでも10秒』台湾版 発売

## 雑誌・新聞掲載
- 月刊『宣伝会議』2005年1月号(特集 企画力と実行力で勝負する 次世代注目のトップマーケター8人) あしかけ2年 筆者と編集者の情熱が生んだヒット企画『ダーリンは外国人』漫画家 小栗左多里 メディアファクトリー 編集 松田紀子
- 「毎日新聞」朝刊 生活に密着 親しみやすく レタスクラブ編集長 松田紀子（2017年12月7日）
- 「日本経済新聞」料理雑誌に新風 松田紀子さん 今どきの良妻賢母へ 手軽レシピ・漫画で味付け（2017年12月3日）
- 出版業界紙「新文化」レタスクラブ リニューアルで好調（2016年11月）

## 出演番組

### テレビ
- 日本テレビ「Sexy Zoneのたった3日間で人生が変わるのか!?」2018年8月13日（月）
- 日本テレビ「マツコ会議」2019年2月2日（土）
- TBS「がっちりマンデー!!」どん底から復活した会社（2019年3月28日）
- フジテレビ「クイズ！脳ベルSHOW」2020年6月2日（火）

### テレビ（コメンテーター）
- 日本テレビ「スッキリ (テレビ番組)」（2019年 - 2020年）
- TBS「あさチャン！」（2019年 - 2020年）

### ラジオ
- J-WAVE『STEP ONE』（サッシャ、寺岡歩美）2019年1月21日
- J-WAVE『GOOD NEIGHBORS』（クリス智子） 2019年12月9日(月)から12日(木)
- ShibuyaCross-FM『SHIBUYA VOICE』  2020年
- JFN系『FUTURES』2020年2月（5日間）
- 文化放送『志の輔ラジオ 落語DEデート』  2020年3月15日（日）
- J-WAVE『KURASEEDS』（山中タイキ） 片付けについて 2021年11月29日（月）
- FMヨコハマ「Lovely Day」（近藤さや香）2021年12月14日 (火)10時35分
- エフエム東京『未来授業』[24] コミックエッセイはなぜ心に効くのか  2022年1月（4日間）

### WEB番組
- 「にゃんと！？また旅TV」2021[25]
- 「共感されるコミックエッセイ描きかた入門〜ヒット作連発の編集者・松田紀子さんに学ぶ〜 #物語のつくりかた」2021[26]

## 編集担当「書籍」
のべ約200冊から一部抜粋 
メディアファクトリー
- 2001年7月：けらえいこ『あたしンち 7』ISBN  978-4040679839
- 2002年11月：小栗左多里『ダーリンは外国人』ISBN 978-4040670119
- 2003年2月：たかぎなおこ『150cmライフ。』ISBN 978-4040680842
- 2003年7月：たかぎなおこ『ひとりぐらしも5年め』ISBN 978-4040680842
- 2004年3月：小栗左多里『ダーリンは外国人 2』ISBN 978-4840110327
- 2005年3月：小栗左多里『ダーリンの頭ン中 英語と語学』ISBN 978-4840112260
- 2006年12月：たかぎなおこ『ひとりたび1年生』ISBN 978-4040664354
- 2008年3月：小栗左多里『ダーリンは外国人 with BABY』ISBN 978-4040670126
- 2009年2月：青沼貴子『かわいいころを過ぎたら』ISBN 978-4840127059
- 2009年9月：たかぎなおこ『マラソン1年生』ISBN 978-4040666891
- 2011年3月：おぐらなおみ『働きママン 1年生お迎え18時を死守せよ!』 ISBN 978-4040670140
- 2012年11月：かわかみじゅんこ『長女だからって。』 ISBN 978-4840148931
- 2013年1月：野原広子『娘が学校に行きません 親子で迷った198日間』ISBN 4040670191
- 2013年7月：青沼貴子『今夜もホットフラッシュ 更年期 越えたら 人生パラダイス』ISBN 978-4840152587

KADOKAWA／メディアファクトリー
- 2014年4月：ヤマザキマリ『とらわれない生き方 悩める日本女性のための人生指南書』ISBN 978-4040667034
- 2014年6月：曽根愛『着ていく服が見つからない 洋服選び受難女子 応援コミックエッセイ』ISBN 978-4040667706
- 2014年7月：小栗左多里『ダーリンは外国人 ベルリンにお引越し トニー&さおり一家の海外生活ルポ』ISBN 978-4040669298
- 2014年8月：野原広子『離婚してもいいですか?』ISBN 9784040669717
- 2015年10月：たかぎなおこ『ひとりぐらしも何年め?』ISBN 978-4040666891
- 2015年5月：池田暁子『もう食材をダメにしない！お料理＆キッチン整理術！』ISBN 978-4040676210
- 2015年6月：ヤマザキマリ『とらわれない生き方　母として「いいお母さん」プレッシャーのかわし方』ISBN 978-4040676692
- 2016年1月：小栗左多里『ダーリンは外国人 まるっとベルリン3年め』ISBN 978-4040669298
- 2017年3月：こやまこいこ『スキップするように生きていきたい』ISBN 978-4040695396
- 2018年3月：たかぎなおこ『お互い40代婚』ISBN 978-4040695426
- 2018年4月：野原広子『離婚してもいいですか？ 翔子の場合』ISBN 9784040695402
- 2018年12月：チーム『カメ止め!』感染者 映画『カメラを止めるな！』アツアツファンブック 『カメラを止めるな！』を止めるな！熱狂のポンデミック ISBN 4040653653
- 2020年2月：たかぎなおこ『おかあさんライフ。』ISBN 978-4040643182
- 2020年2月：おぐらなおみ『私の穴がうまらない』ISBN 978-4040643090
- 2020年6月：野原広子『消えたママ友』ISBN 978-4040643175

オーバーラップ
- 2021年7月：小池ぬーみん『結婚してから同じ布団で寝てません』ISBN 978-4865549553
- 2021年8月：川瀬はる『私をとり戻すまでのふしぎな3日間』ISBN 978-4865549744
- 2021年9月：くぼこまき『理系夫のみるみる片付く! 整理収納術』ISBN 978-4865549973
- 2021年10月：福々ちえ『稼いだら幸せになれると思ってた』ISBN 978-4824000149
- 2021年12月：成瀬瞳『ふっとりさん 痩せたいけど食べたーい!』ISBN 978-4824000590
- 2022年1月：いしいまき『低収入新婚夫婦の月12万円生活』ISBN 978-4824000798
- 2022年2月：こしいみほ『ころんでもポジティブ　毎日を少しでも明るく楽しく生きる23の思考術』ISBN 978-4824001016
- 2022年4月：まりげ『700日間の絶望トンネル』ISBN 978-4824001504
- 2022年4月：中島悠里『37歳ままならナイスなソロ生活』ISBN 978-4824001498
- 2022年5月：深蔵『世界の片隅で地味に生きる』ISBN 978-4824001801
- 2022年6月：さいおなお『3時間だけママを代わります！　駆け出しベビーシッターの奮闘記』ISBN 978-4824002068
- 2022年6月：なかのいと『6570日後 きみは旅立つ』ISBN 978-4824002075
- 2022年7月：芳田みかん『育休夫婦の幸せシフト制育児』ISBN 978-4824002297

その他の出版社
- 2020年12月：佐藤尚之, 津田匡保『ファンベースなひとたち ファンと共に歩んだ企業10の成功ストーリー』 日経BP ISBN 4296107690
- 2021年11月：コジママユコ『サステナ片付けできるかな?: 散らかっても秒で元通り!持続可能な片付け術』小学館ISBN 978-4093106993

## 編集者「松田紀子」の発言

### 編集
- 編集力は「そこに横たわる名もなき 『価値観』を言語化し、パッケージにして『ほら！』と差し出す力」[27]
- 編集者側の自己開示は大事です。ただ、初めてごいっしょする作家さんの場合、まずは相手の話をよく聴くことが重要ですね。[28]
- 作り手の気持ちは必ず誌面に現れます。楽しい気分で取り組んでいた号は熱量が溢れてて、それが読者にも伝わるんです[29]
- コミックエッセイはいわば共感しか扱っていないジャンルなんです。コミックエッセイは共感ができるかどうかがキモで、共感性が強ければ無名の新人さんでも売れるし、どんなベテランでも共感性が低かったら売れない。そういうジャンルなんです。[30]
- （インタビューをする時に）私のアンテナが反応するのは、独特な言い回しやふだん使わないユニークな単語なんです。話を聴きながら、そんなキーワードにピピッときたら、それをつかまえに行って、深く掘るイメージです。[31]

### 仕事
- 組織を変えるときは「右腕」「左腕」みたいな仲間がいるといいって実感しました。まずつかまえるべき「右腕」は、人たらしの人。組織を変えることって、敵をつくる可能性があるので、愛嬌があって人に好かれる人が右腕になってくれれば安心です。次に必要な「左腕」は、自分1人だとワキが甘くなるので、考えたことをきちんと遂行してくれるそつがない人ですね。[32]
- 客観的に誰かから評価してもらうことが、実は楽しく仕事をするための最短距離なのかなって気もしますね。「私に向いてるのはこの仕事！」って思い込みがちだけど、傍から見たら他にも向いていることはきっとあるでしょうし。私自身もメンバーに「こういう仕事もできるんじゃない？」って伝えて「自分にそんな特性があったなんて、初めて気付きました」となることはしょっちゅうあります。[33]
- 役職につく人が自覚すべきなのは、だんだんと周囲に対して、自分が「威圧感」を感じさせる存在になっているということ。周囲に威圧感を撒き散らさないための「ゆるふわ戦術」を意識的に行うことが、年齢とともにリーダーには求められるのではないでしょうか。[34]
- （社会人に必要とされる能力は）できるかできないかで考えずに、流れに乗ってまずはやってみるということでしょうか。私自身まさか入社した会社が合併してレタスクラブの編集長になるなんて、夢にも思っていませんでした。第三者が起こしてくれたチャンスの波に乗ってみたこと で、結果今はとても楽しく充実しています。[35]

### その他
- 「ファンベース」はとっぴなウルトラCでもなんでもなく、人の感情に寄り添った、丁寧で誠実な（ある意味実直な）考え方です。この考え方で、今の企業や商品、団体や組織が抱える課題を、やわらかにハッピーに変えていくことができると信じています。[36]
- 音楽を聴くことや人と会って話すことが、気分を上げる最速の手段なんです。どんな時に落ち込みやすくて、何をすると元気になるのかは、人によって違いますよね。でも、これさえすれば自分は気持ちが上がるというものを持っていると安心感がある。自分の傾向と対策を探ってみることが第一歩だと思います。[37]
- 迷い始めたら膨大な時間を費やしてしまうことこそ、シンプルなルールを設けるほうが確かに、いい。いわゆる「自分軸」をしっかりと自身のなかに作れるかどうか。[38]
- （自分軸の作り方）今までやってきたことを紙に書き出して、可視化してみることをオススメします。いろいろと手を出したものの中に共通点があるはず。まったく興味ないことは思いつかないですし、手をださないですから。なので、紙に書き出すとワクワクしたこと、長く続いたもの、苦痛じゃなかったもの、という視点で共通点が見えてくると思いますよ。それを繰り返すと、「なんとなく自分はこれが向いてるのかな」と方向性が絞られていくと思います。[39]
- 私にとってのメディアって私自身であって、私に嘘のないものを発信したり作ったりしていこうと思った。それが一番フェアでシンプルじゃん[40]